# Labeo curriei
Labeo curriei är en fiskart som beskrevs av Fowler, 1919. Labeo curriei ingår i släktet Labeo och familjen karpfiskar. IUCN kategoriserar arten globalt som akut hotad. Inga underarter finns listade i Catalogue of Life.